# Ед Лотер
Ед Лотер (англ. Ed Lauter; 30 жовтня 1938 — 16 жовтня 2013) — американський актор.

## Біографія
Ед Лотер народився 30 жовтня 1938 року в Лонг-Біч, Нью-Йорк, США. Батьки Едвард Метью і Саллі Лі Лотер. Вивчав драматичне мистецтво в школі Herbert Berghof. Навчався в коледжі C.W. Post на спортивній стипендії, де він грав у бейсбол, футбол і баскетбол. У 1961 році отримав ступінь бакалавра в галузі англійської літератури. Протягом двох років служив в армії. Спочатку працював коміком, потім на Бродвеї в 1970 році в спектаклі «Great White Hope». На екрані дебютував у 1971 році в телесеріалі «Маннікс». В кіно з'явився у 1972 році в таких фільмах, як «Хіккі і Боггс», «Брудний маленький Біллі», «Нові центуріони».
Ед Лотер помер від мезотеліоми 16 жовтня 2013 року в своєму будинку в Лос-Анджелесі.

## Вибіркова фільмографія
- 1972 — Хіккі і Боггс / Hickey & Boggs
- 1975 — Французький зв'язковий 2 / French Connection II
- 1976 — Кінг-Конг / King Kong
- 1976 — Сімейна змова / Family Plot
- 1977 — Білий бізон / The White Buffalo
- 1980 — Гаянська трагедія: Історія Джима Джонса / Guyana Tragedy: The Story of Jim Jones
- 1982 — Гонщик у часі / Timerider: The Adventure of Lyle Swann
- 1983 — Еврика / Eureka
- 1985 — Справжній геній / Real Genius
- 1989 — Народжений четвертого липня / Born on the Fourth of July
- 1992 — Шкільні зв'язки / School Ties
- 1993 — Елітний загін / Extreme Justice
- 1993 — Справжнє кохання / True Romance
- 1995 — Цифрова людина / Digital Man
- 1996 — Один на один / For Which He Stands
- 1996 — Скеля Малголланд / Mulholland Falls
- 1996 — Ліквідатор / The Sweeper
- 1996 — Найманець / Mercenary
- 1996 — Чорний яструб / Raven Hawk
- 1997 — Вершина світу / Top of the World
- 2000 — Тринадцять днів / Thirteen Days
- 2000 — Прощавай, любове моя / Farewell, My Love
- 2003 — Бойова бригада / The Librarians
- 2004 — Викрадачі картин / Art Heist
- 2005 — Все або нічого / The Longest Yard
- 2006 — Рікі Боббі: Король дороги / Talladega Nights: The Ballad of Ricky Bobby
- 2006 — Водоспад Серафима / Seraphim Falls
- 2007 — Число 23 / The Number 23
- 2008 — Медовий місяць Камілли / Camille
- 2011 — Артист / The Artist
- 2012 — Кручений м'яч / Trouble with the Curve
- 2014 — Місто, яке боялося заходу сонця / The Town That Dreaded Sundown